# Guilty Pleasure (pjesma)
Guilty Pleasure je pjesma hrvatske pjevačice Mije Dimšić. Pjesma je predstavljala Hrvatsku na Pjesmi Eurovizije 2022. u Torinu nakon pobjede na natjecanju Dora 2022.

## Pozadina i izlazak
"Guilty Pleasure" bila je jedna od četrnaest pjesama koje je HRT odabrao za Doru 2022., hrvatski izbor za Pjesmu Eurovizije 2022. Pjesmu su skladali Branimir Bačić, Vjekoslav Dimter i Mia Dimšić. Pjesma "Guilty Pleasure" premijerno je izvedena 10. veljače 2022., deset dana prije Dore 2022., hrvatskog  izbora za Pjesmu Eurovizije 2022. Pjesma je postala dostupna putem digitalnih prodavača i streaming servisa 20. veljače 2022. preko Croatia Recordsa.
U intervjuu za RTL Danas Mia Dimšić je kao inspiraciju za pjesmu navela albume Taylor Swift iz 2020., Folklore i Evermore. Međutim, Dimšić su mnogi, uglavnom korisnici društvenih medija, poput Twittera i TikToka, optuživali da je plagirala Swiftin singl "Willow" iz 2020.,  Dimšić je u razgovoru za 24sata opovrgnula optužbe, no usporedbe je shvatila kao kompliment budući da je velika obožavateljica Swift. Dana 25. veljače 2022., tijekom intervijua za Otvoreni radio, Dimšić je izvela mashup svojih i Swiftinih pjesama, nazvavši ga "Guilty Willow". Nakon optužbi za plagijat, "Willow" je ušla na deveto mjesto Billboardove ljestvice Croatia Songs u izdanju od 5. ožujka 2022.
Dimšić je 21. ožujka 2022. tijekom radijskog intervjua premijerno izvela hrvatsku verziju pjesme pod naslovom "Netko drugi" u emisiji Hrvatskog radija Music Pub Zlatka Turkalja. Hrvatska verzija objavljena je na YouTube Musicu, Deezeru i Apple Musicu 23. ožujka 2022.

## Na Pjesmi Eurovizije

### Nacionalni izbor
Dana 27. listopada 2021. HRT je otvorio natječaj za Doru 2022. do 25. studenog 2021., kasnije produživši rok do 12. prosinca 2021. Mia Dimšić je 17. prosinca 2021. najavljena kao jedna od četrnaest sudionika Dore 2022. s pjesmom "Guilty Pleasure". HRT je 24. siječnja 2022. odradio izvlačenje redoslijeda izvođača za Doru 2022. u emisiji Kod nas doma s Branimirom Mihaljevićem i Barbarom Kolar kao voditeljima. Pjesma "Guilty Pleasure" je izvučena da se izvede 14. na Dori 2022. U finalu Dore, održanom 19. veljače 2022., pobijedila je u glasovima publike i glasovima žirija, zauzevši prvo mjesto s 257 bodova te je tako stekla pravo predstavljanja Hrvatske na Pjesmi Eurovizije 2022.

### U Torinu
Dana 25. siječnja 2022. održan je ždrijeb kojim je svaka država raspoređena u jedno od dva polufinala, kao i u kojoj će polovici polufinala nastupiti. Hrvatska je nastuplila u prvom polufinalu održanom 10. svibnja 2022. Nastupila je u drugom dijelu polufinala. Hrvatska se nije plasirala u finale. Završila je na 11. mjestu u polufinalu sa 75 bodova. Bio je to drugi put zaredom da Hrvatska nije ušla u finale nakon što je u polufinalu završila na 11. mjestu, a isto je pošlo za rukom Albini Grčić s pjesmom "Tick-Tock".